# Acid pamidronic
Acidul pamidronic, utilizat și sub formă de pamidronat sodic (cu denumirea comercială Aredia), este un medicament din clasa bisfosfonaților, fiind utilizat în tratamentul osteoporozei. Calea de administrare disponibilă este cea intravenoasă.
Molecula a fost patentată în 1971 de Boehringer Mannheim și a fost aprobată pentru uz medical în 1987.

## Utilizări medicale
Acidul pamidronic este utilizat în tratamentul osteoporozei și al următoarelor afecțiuni ale țesutului osos:
- hipercalcemie malignă
- leziuni osteolitice la pacienții cu metastaze osoase asociate cancerului de sân
- mielom multiplu de stadiul III cu leziuni osteolitice.

## Efecte adverse
O complicație rară care poate apărea este osteonecroza mandibulară, tipică pentru toți bisfosfonații.